# Alejandro Allub
Alejandro Allub (Córdoba, 11 dicembre 1976) è un ex rugbista a 15 e pediatra argentino, in carriera attivo nel ruolo di seconda linea.

## Biografia
Nato e cresciuto a Córdoba e formatosi sportivamente in uno dei due grandi gruppi rugbistici della città, il Jockey Club, Allub esordì nel campionato provinciale e conobbe la Nazionale mentre era ancora uno studente in medicina.
Fu convocato per la Coppa del Mondo di rugby 1999 in Galles, in cui disputò tutti i 5 incontri in cui l'Argentina (che giunse fino ai quarti di finale) fu impegnata; nel 2000 divenne professionista e passò una stagione nel Perpignano, in Francia; il 23 giugno 2001, a Christchurch, dopo un test match contro la Nuova Zelanda, Allub avvertì un dolore al petto, che i sanitari inizialmente attribuirono a gastrite; il giorno dopo, ad Auckland, dopo esami più approfonditi, Allub fu avvertito del fatto che il dolore era in realtà dovuto a una disfunzione cardiaca ed era il sintomo di un altissimo rischio di infarto; la sua attività internazionale terminò con quell'incontro e il Perpignano, dopo averlo sottoposto a ulteriori analisi e visite mediche, gli corrispose l'anno di contratto che ancora gli doveva pur senza mai utilizzarlo.
Nel 2004 Allub è tornato a giocare per il Jockey Club, mentre dal punto di vista professionale è medico pediatra presso l'ospedale di Córdoba.
Si è ritirato nel 2011 dopo la vittoria nel campionato nazionale con la selezione provinciale di Córdoba.

## Palmarès
- Campionati sudamericani: 1
Argentina: 1997
- Campionati argentini: 1
Córdoba: 2011